# Vice versa (Rauw Alejandro)
| Recensione    | Giudizio |
| ------------- | -------- |
| Pitchfork     | 7,2/10   |
| Rolling Stone |          |

Vice versa è il secondo album in studio del cantante portoricano Rauw Alejandro, pubblicato il 25 giugno 2021 dalla Duars e Sony Latin.

## Promozione
2/catorce, il singolo apripista del disco, è stato messo in commercio il 14 febbraio 2021, in concomitanza con il relativo video musicale girato a Medellín. Il brano ha visto un successo moderato, collocandosi alla 2ª posizione in Costa Rica, alla 5ª posizione in Colombia, nella top ten messicana e in top twenty sia nella Argentina Hot 100 sia in Spagna, dove ha conseguito la certificazione di doppio platino.
Il secondo singolo, intitolato Todo de ti e uscito il 20 maggio seguente in contemporanea con la propria clip, si è imposto al numero uno di diversi mercati ispanici, divenendo una hit e la seconda entrata di Alejandro nella Hot 100 statunitense. Al fine di promuoverla è stata eseguita un'esibizione del pezzo al Kelly Clarkson Show.
Per promuovere il disco l'artista è stato impegnato con il Rauw Alejandro World Tour, concentrato in America del Nord e Spagna nel 2021, a cui ha fatto seguito un'estensione negli stadi e nelle arene dell'America Latina e degli Stati Uniti d'America nel corso del 2022, ovvero il Vice versa tour.

## Tracce
1. Todo de ti – 3:19 (Raúl Alejandro Ocasio Ruiz "Rauw Alejandro", Eric Pérez Rovira "Eric Duars", José M. Collazo, Luis J. González "Mr. NaisGai", Rafael E. Pabón Navedo "Rafa Pabon")
2. Sexo virtual – 3:28 (Raúl Alejandro Ocasio Ruiz "Rauw Alejandro", Alberto Carlos Melendez, Emmanuel Sosa, Eric Pérez Rovira "Eric Duars", Jorge Álvaro Diaz, Jorge E. Pizarro "Kenobi", José M. Collazo "Colla", Marco Masis "Tainy")
3. Nubes – 2:58 (Raúl Alejandro Ocasio Ruiz "Rauw Alejandro", Eric Pérez Rovira "Eric Duars", Héctor C. López "Caleb Calloway", Jorge E. Pizarro "Kenobi", José M. Collazo "Colla")
4. Desesperados (con Chencho Corleone) – 3:44 (Raúl Alejandro Ocasio Ruiz "Rauw Alejandro")
5. 2/catorce (con Mr. Naisgai) – 3:25 (Raúl Alejandro Ocasio Ruiz "Rauw Alejandro", Eric Pérez Rovira "Eric Duars", Jorge E. Pizarro "Kenobi", Luis J. González "Mr. NaisGai")
6. Aquel nap zzzz – 4:55 (Raúl Alejandro Ocasio Ruiz "Rauw Alejandro", Eric Pérez Soto "Borris", Ismael Ortiz Bayron, Jorge E. Pizarro "Kenobi", José M. Collazo "Colla", Luis J. González "Mr. NaisGai")
7. Cúrame – 2:44 (Raúl Alejandro Ocasio Ruiz "Rauw Alejandro", Charlie Handsome, Eric Pérez Rovira "Eric Duars", Jorge E. Pizarro "Kenobi", José M. Collazo "Colla")
8. Cosa guapa – 4:15 (Raúl Alejandro Ocasio Ruiz "Rauw Alejandro", Adrián Sanchez, Edgard R. Cuevas, Eric Pérez Rovira "Eric Duars", Héctor C. López "Caleb Calloway", Jorge E. Pizarro "Kenobi", José M. Collazo "Colla", Luis J. González "Mr. NaisGai")
9. Desenfocao' – 2:50 (Raúl Alejandro Ocasio Ruiz "Rauw Alejandro", Eric Pérez Soto "Borris", Jorge E. Pizarro "Kenobi", Manuel Lara, Marco Masis "Tainy", Rafael E. Pabón Navedo "Rafa Pabon")
10. ¿Cuándo fue? – 2:48 (Raúl Alejandro Ocasio Ruiz "Rauw Alejandro", Abner Cordero Boria "Jota Rosa", Eric Pérez Soto "Borris", Jorge E. Pizarro "Kenobi", José M. Collazo "Colla", Marco Masis "Tainy")
11. La old skul – 3:34 (Raúl Alejandro Ocasio Ruiz "Rauw Alejandro", Eric Pérez Rovira "Eric Duars", Héctor C. López "Caleb Calloway", Jorge E. Pizarro "Kenobi", José M. Collazo "Colla", Juan Antonio Ortiz García "Sir Speedy", Raymond Ayala "Daddy Yankee")
12. ¿Y eso? (con Tainy) – 3:20 (Raúl Alejandro Ocasio Ruiz "Rauw Alejandro", Jesús Manuel Nieves Cortez "Jhay Cortez", Jorge Alvaro Diaz "Alvarito", Jorge E. Pizarro "Kenobi", José M. Collazo "Colla", Marco Masis "Tainy", Rafael E. Pabón Navedo "Rafa Pabon")
13. Tengo un pal (con Lyanno e Caleb Calloway) – 3:15 (Raúl Alejandro Ocasio Ruiz "Rauw Alejandro", Eric Pérez Rovira "Eric Duars", Héctor C. López "Caleb Calloway", Jorge E. Pizarro "Kenobi", José M. Collazo "Colla", Maleek Berry "Phantom")
14. Brazilera (con Anitta) – 3:04 (Raúl Alejandro Ocasio Ruiz "Rauw Alejandro", Eric Pérez Soto "Borris", Héctor C. López "Caleb Calloway", Jorge Alvaro Diaz "Alvarito", Jorge E. Pizarro "Kenobi", José M. Collazo "Colla", Larissa de Macedo Machado, Rafael E. Pabón Navedo "Rafa Pabon")

## Formazione
Musicisti
- Rauw Alejandro – voce
- Carlos Orlando Navarro – chitarra (tracce 1 e 6), arrangiamento (traccia 1)
- Charlie Handsome – chitarra (tracce 7 e 8)
- Lyanno – voce (traccia 13)
- Anitta – voce (traccia 14)

Produzione
- Eric Pérez Rovira "Eric Duars" – produzione esecutiva
- Raúl A. Ocasio "El Zorro" – produzione (tracce 1, 6, 11 e 14)
- Luis J. González "Mr. NaisGai" – produzione (tracce 1, 4-6)
- Sensei Sound – mastering (traccia 1)
- José M. Collazo "Colla" – missaggio, registrazione (traccia 1), mastering (eccetto traccia 1)
- Albert Hype – produzione (traccia 2)
- Tainy – produzione (traccia 2, 9, 10 e 12)
- Caleb Calloway – produzione (tracce 3, 11, 13 e 14)
- Orteez – produzione (traccia 6)
- Charlie Handsome – produzione (tracce 7 e 8)
- Jorge E. Pizarro "Kenobi" – produzione (traccia 8), registrazione (eccetto traccia 1)
- Manu Lara – produzione (traccia 9)
- Phantom – produzione (traccia 13)

## Successo commerciale
Vice versa ha debuttato alla 17ª posizione della Billboard 200, posizionandosi contemporaneamente al vertice della Top Latin Albums, segnando il primo album numero del cantante nella classifica. Durante la sua prima settimana ha totalizzato 21 000 unità equivalenti: di queste 20 000 sono stream-equivalent units risultanti da 29,1 milioni di riproduzioni in streaming, mentre 1 000 sono copie pure così come anche le track-equivalent units derivanti dalle vendite delle singole tracce.

## Classifiche

### Classifiche settimanali
| Classifica (2021-25) | Posizione massima |
| -------------------- | ----------------- |
| Italia               | 59                |
| Portogallo           | 71                |
| Spagna               | 1                 |
| Stati Uniti          | 17                |
| Svizzera             | 92                |

### Classifiche di fine anno
| Classifica (2021) | Posizione |
| ----------------- | --------- |
| Spagna            | 5         |
| Stati Uniti       | 189       |
| Classifica (2022) | Posizione |
| Spagna            | 5         |
| Stati Uniti       | 161       |
| Classifica (2023) | Posizione |
| Spagna            | 21        |